# FAW J5
FAW J5 — сімейство вантажівок китайської компанії FAW з оригінальними кабінами власного виробництва, що виготовляється з 2004 року.
Автомобілі FAW J5 комплектуються дизельними двигунами Xichai .з системою Common Rail компанії Bosch потужністю від 120 до 420 к.с. (Євро-2 - Євро-5). Щеплення однодискове сухе.
В 2010 році представлено нове сімейство FAW 新大威 (New Williams), яке подібне на FAW J5, але оснащається двигунами Weichai.
В 2011 році сімейство FAW New Williams оновили.

## Модифікації

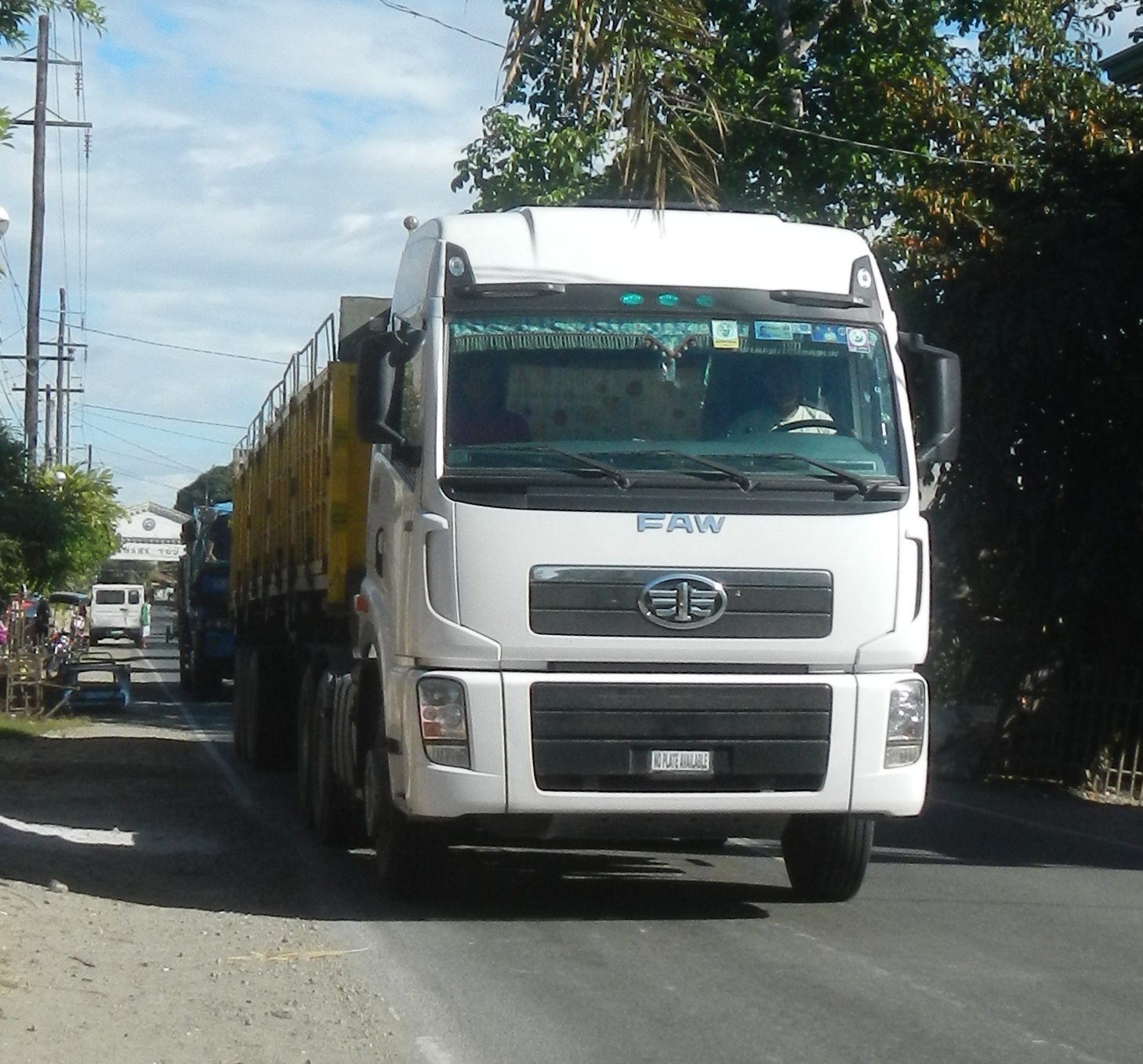
FAW CA4258 (з 2011)

- FAW J5K — близькомагістральна середньовантажна низькорамна безкапотна вантажівка (120-160 к.с.):
  - FAW F1116 — шасі 4х2
  - FAW F1316 — шасі 4х2
- FAW J5M — середньомагістральна важковантажна безкапотна вантажівка (220-280 к.с.):
  - FAW F1722 — шасі 4х2
- FAW J5P — важковантажна безкапотна вантажівка (260-420 к.с.):
  - FAW CA3252 — самоскид 6х4
  - FAW CA3312 — самоскид 8х4
  - FAW F4042 — самоскид 8х4
  - FAW CA5252 — бетонозмішувач 6х4
  - FAW CA4252 — сідловий тягач 6х4
  - FAW CA4258 — сідловий тягач 6х4 з новою кабіною
  - FAW CA4182 — сідловий тягач 4х2 з новою кабіною
  - FAW CA4180 — сідловий тягач 4х2 з новою кабіною
  - FAW F1837 — сідловий тягач 4х2 або 6х2
  - FAW F2642 — сідловий тягач 6х4
- FAW J5R — капотна вантажівка